# Contea di Jixian
La contea di Jixian (集贤县S, Jíxián XiànP) è una contea della Cina, situata nella provincia di Heilongjiang e amministrata dalla prefettura di Shuangyashan.